# St. Servatius (Lichtenborn)

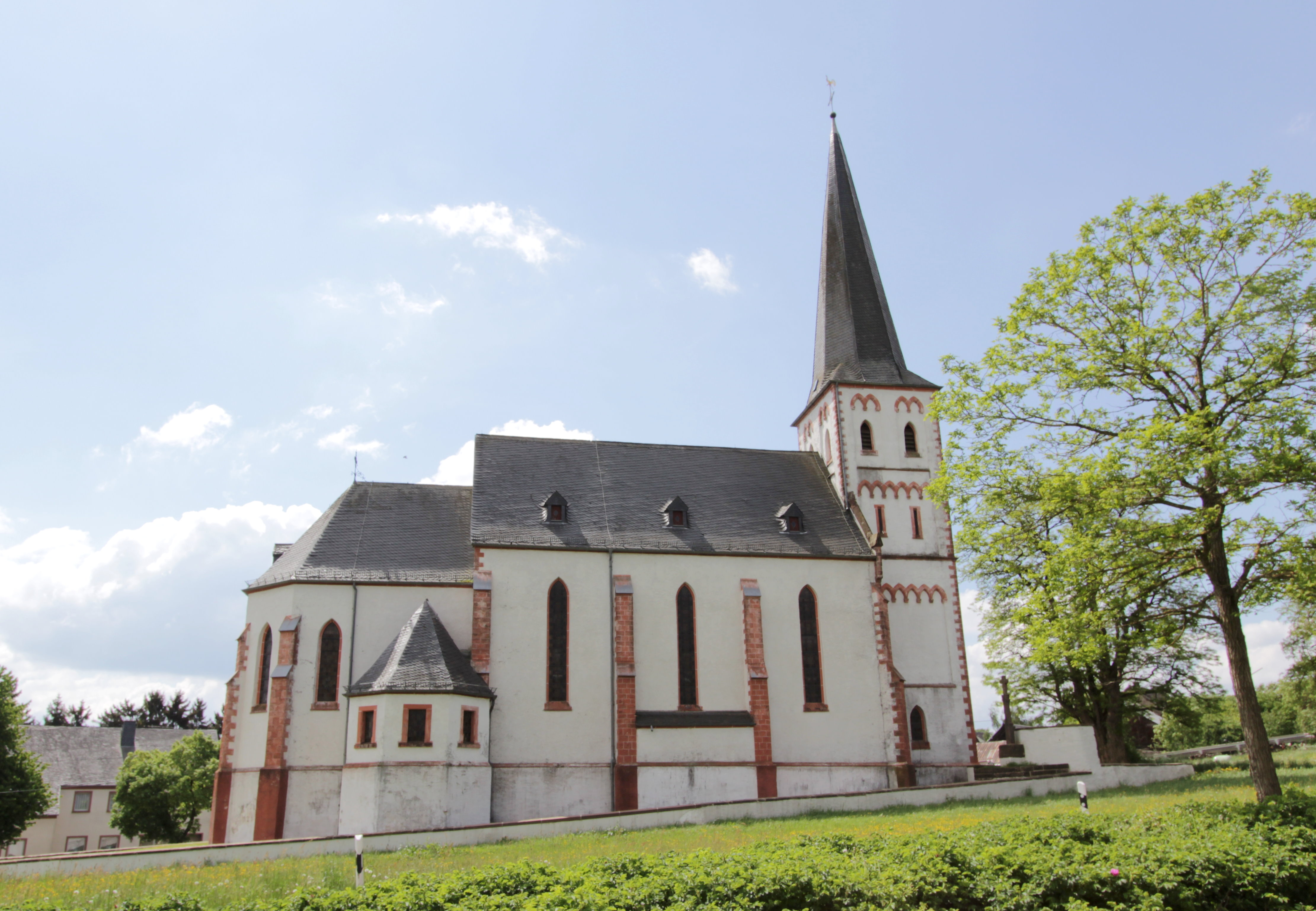
St. Servatius (Lichtenborn)

Die Kirche St. Servatius ist die römisch-katholische Pfarrkirche von Lichtenborn im Eifelkreis Bitburg-Prüm in Rheinland-Pfalz. Die Pfarrei St. Servatius gehört in der Pfarreiengemeinschaft Arzfeld zum Dekanat St. Willibrord Westeifel im Bistum Trier.

## Geschichte
Seit 1330 ist die Pfarrei Lichtenborn nachgewiesen. 1821 ging sie vom Bistum Metz in das Bistum Trier über. Der Architekt Lambert von Fisenne baute von 1895 bis 1897 die heutige neugotische Kirche mit 40 Meter hohem Turm. Das Kirchenschiff misst 16 × 8 Meter, der Chorraum 9 × 6 Meter. 1981 wurde die ursprüngliche neugotische Malerei wiederhergestellt.

## Ausstattung

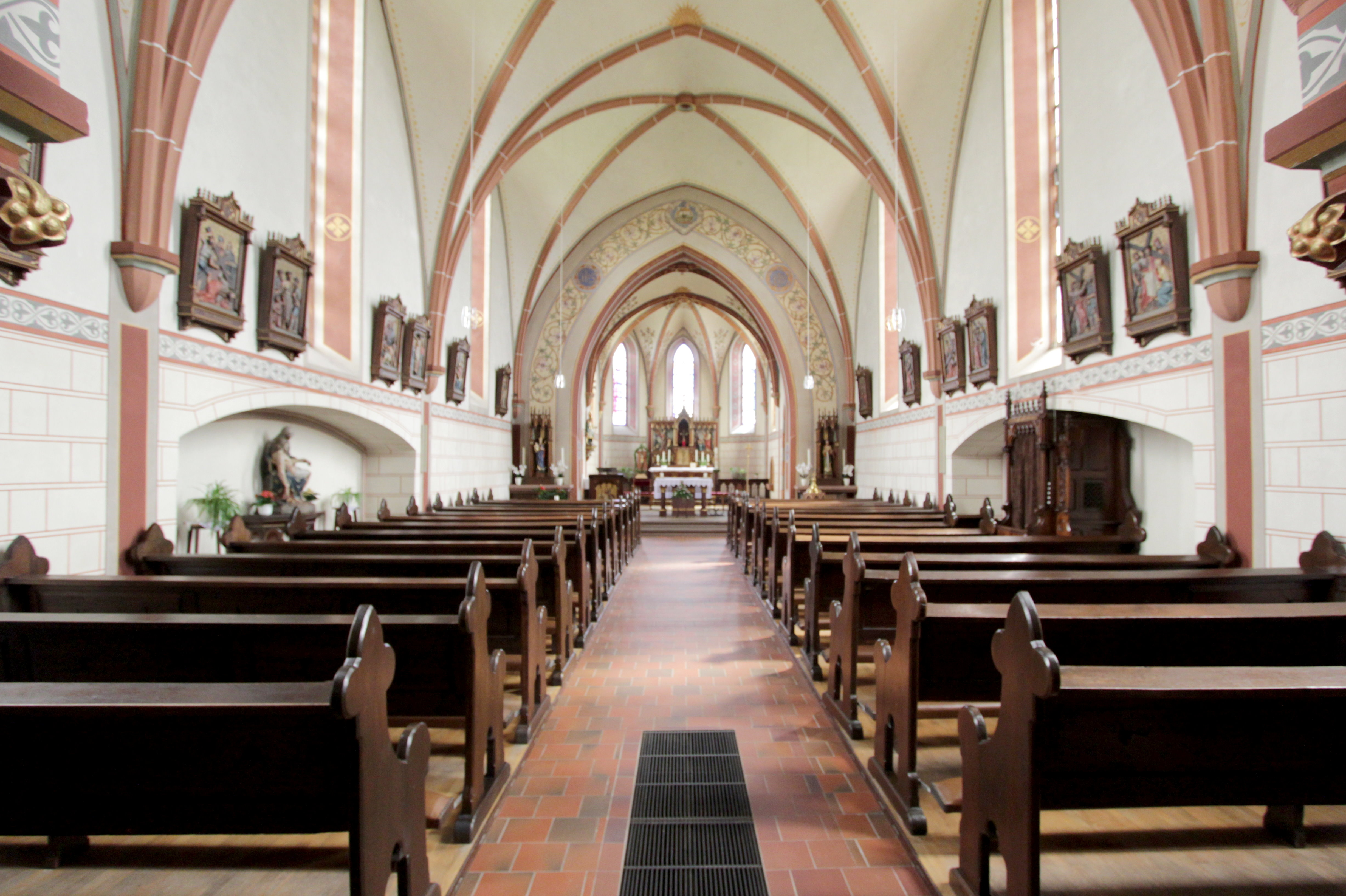
St. Servatius (Lichtenborn)

Die Sakristei verfügt über einen aufwendig gestalteten neugotischen Sakristeischrank. Die 1971 von der Firma Orgelbau Ignaz Weise für die Pfarrgemeinde Mückeln hergestellte Orgel mit 11 Registern auf zwei Manualen ging 1973 durch Kauf an die Pfarrei Lichtenborn über. In den 1920er und 1930er Jahren baute Pfarrer Klassen Ganzjahreskrippen auf, die als Sehenswürdigkeiten viele Besucher anzogen und noch in jüngster Zeit von den Medien gewürdigt wurden.

## Pfarrer ab 1889
- 1889–1902: Johann Gustav Jochem (1891–1902 Dechant)
- 1905–1918: Jakob Nußbaum
- 1918–1947: Josef Klassen (1885–1947, auch Schriftsteller)
- 1947–1951: Hermann Spanier
- 1951–1984: (verwaltet von Arzfeld, Waxweiler und Olmscheid)
- 1984–1992: Georg Müller
- 1992–?: Reinhold Willems